# Homoeoneuria watu
Homoeoneuria watu is een haft uit de familie Oligoneuriidae. De wetenschappelijke naam van de soort is voor het eerst geldig gepubliceerd in 2009 door Salles, Francischetti & Soares.
De soort komt voor in het Neotropisch gebied.